# Prosadenoporus winsori
Prosadenoporus winsori är en djurart som tillhör fylumet slemmaskar, och som först beskrevs av Moore och Gibson 1981.  Prosadenoporus winsori ingår i släktet Prosadenoporus och familjen Prosorhochmidae. Inga underarter finns listade i Catalogue of Life.